# Manhunter 2: San Francisco
Manhunter 2: San Francisco is een post-apocalyptisch avonturenspel uit 1989 uitgebracht door Sierra On-Line. Het is een vervolg van Manhunter: New York.  Het spel werd ontwikkeld door Evryware.

## Verhaal
Het spel vervolgt de gebeurtenissen uit Manhunter: New York.
De speler achtervolgt met zijn Orb-schip antagonist Phil Cook, maar crasht in San Francisco. Daar neemt de speler de identiteit aan van een overleden Manhunter. In San Francisco is een verzetsgroep die mensen muteert naar slaven. De speler kan deze mutaties ongedaan maken om met hen nadien de strijd aan te gaan tegen de Orbs. In de eindscene vlucht Phil Cook naar Londen, maar de speler kan met hem meevliegen door zich aan de buitenkant van het schip te bevestigen.